# スフミ地区
スフミ地区はジョージアから事実上独立状態にあるアブハジア共和国の行政区画の一つ。
首都であるスフミを中心に形成されており、ソビエト社会主義共和国連邦構成国であるグルジア・ソビエト社会主義共和国内に設立されたアブハズ自治ソビエト社会主義共和国時代から続いている。
アルメニア人が地区人口の(56.1%)を占めており、他はアブハジア人(30.4%)、ロシア人(7.5%)、グルジア人(2.0%)、ギリシャ人(1.3%)、ウクライナ人(0.5%)、ミングレル人(0.1%)、スヴァン人(0.1%)。(2011年国勢調査)